# 1972年夏季残疾人奥林匹克运动会爱尔兰代表团
1972年夏季残疾人奥林匹克运动会爱尔兰代表团是爱尔兰派出的1972年夏季残疾人奥林匹克运动会代表团。获得2枚金牌、4枚银牌和2枚铜牌。